# Горнокарловацкая епархия
Горнока́рловацкая епа́рхия (серб. Епархија горњокарловачка) — епархия Сербской православной церкви на территории регионов Хорватии Лика, Кордун, Бания, Крбава, Горски-Котар, Истрия, а также приход Мариндол на территории Словении. Резиденция епархии находится в Карловаце, где располагается и кафедральный собор.

## История
Интенсивный рост православного населения в этих краях наметился в первые десятилетия XVI века, когда сербы из соседней Далмации и Боснии переселялись сюда, не желая жить под турками. Со временем здесь сформировалась так называемая Военная граница, служившая для Австро-Венгерской империи заслоном от турецкой экспансии.
В 1695 году из части Дабро-Боснийской епархии была образована Плашчанская епархия с центром в городе Плашки в области Лика.
Проживавшие на территории Военной границы сербы, неся воинскую службу, получили от австрийских императоров особые привилегии, и когда-то здесь была одна из самых больших и цветущих православных епархий. Однако католический прозелитизм и насаждение унии на протяжении веков представляли постоянную опасность для сербов, и им не раз приходилось отстаивать свои привилегии и чистоту веры.
В 1848 году епископ Евгений (Йованович) перенёс кафедру в Карловац. Название Горно-Карловацкая епархия было принято для отличия от Карловацкой митрополии с кафедрой в Сремских Карловцах.
Тяжелые испытания постигли епархию и во время войны 1991—1995 годов, когда было уничтожено 11 и пострадало 45 церквей.
В 2005 году на Горно-Карловацкую кафедру после долгого перерыва был назначен новый архиерей — им стал выпускник Московской духовной академии епископ Герасим Попович.

## Епископы
- 1688—1712 — Афанасий (Любоевич)
- 1713—1739 — Даниил (Люботина)
- 1744—1748 — Павел (Ненадович) , управляющий епархией в 1748—1749 годах
- 1751—1771 — Даниил (Якшич)
- 1771—1774 — Иосиф (Стоянович)
- 1774—1784 — Петр (Петрович)
- 1783—1786 — Иоанн (Йованович)
- 1786—1796 — Геннадий (Димович)
- 1798—1801 — Стефан (Авакумович)
- 1801—1806 — Петр (Йованович-Видак)
- 1807—1823 — Моисей (Миокович)
- 25 апреля 1828 — 15 марта 1837 — Лукиан (Мушицкий)
- 10 сентября 1839 — 14 сентября 1854 — Евгений (Йованович)
- 1858—1859 — Сергий (Качанский)
- 1859 — 22 сентября 1864 — Петр (Йованович)
- 1865—1872 — Лукиан (Николаевич)
- 1874—1890 — Феофан (Живкович)
- 27 декабря 1891 — 6 марта 1914 — Михаил (Груич)
- 1914 — ноябрь 1920 — Иларион (Зеремский) в/у, еп. Сремский
- ноябрь 1920 — 1 января 1931 — Иларион (Зеремский)
- 2 октября 1931 — 25 февраля 1936 — Максимилиан (Хайдин)
- 22 июня 1938 — август 1941 — Савва (Трлаич)  убит усташами
- 3 июня 1947 — 12 июня 1951 — Никанор (Иличич)
- 29 июля 1951 — 27 ноября 1990 — Симеон (Злокович)
- 13 января 1991 — 13 мая 1999 — Никанор (Богунович)
- 2000—2004 — Фотий (Сладоевич)  в/у, еп. Далмацкий
- с 25 июля 2004 — Герасим (Попович)

## Монастыри
- Гомирье
- Комоговина
- Медак
- Горица